# Thomas E. J. Wiedemann
Thomas Ernst Josef Wiedemann (* 14. Mai 1950 in Karlsruhe; † 28. Juni 2001 in Nottingham) war ein deutsch-britischer Althistoriker mit einem besonderen Interesse an der antiken Sklaverei.

## Leben
Seine Großmutter (väterlich) Hilde Wolf (1889–1963) war Jüdin, u. a. verwandt mit dem Künstler Friedrich Adler und Reinhold Nägele. Sie heiratete 1912 in Buchen den badischen Mathematiklehrer Ernst Wiedemann (1880–1959), sie lebten ab 1920 in Karlsruhe, wo er am Helmholtzgymnasium unterrichtete. Der Großvater (mütterlich) Josef Schmitt (Zentrumspartei) war badischer Staatspräsident und wurde 1933 im NS-Staat amtsenthoben. Der evangelische Vater Heinrich (* 1913 in Buchen; verhinderte Promotion in Theaterwissenschaften an der Universität Heidelberg 1937; † 1993) hatte das Glück, dass er aus der Zwangsarbeit für den Atlantikwall in der Organisation Todt nicht in ein Konzentrationslager im Osten deportiert wurde. Er konnte sich im März 1945 bei einem katholischen Priester in Saalhausen verstecken und so den Zweiten Weltkrieg überleben. 1947 wurde er von den Amerikanern als Leiter der badischen Rundfunkstation Karlsruhe eingesetzt und gehörte damit zu den Gründern des späteren Süddeutschen Rundfunks. Nach dem Krieg heiratete Heinrich Wiedemann 1948 Johanna Schmitt, die Familie lebte in Baden, zog aber nach der Aufgabe der Selbstständigkeit Badens 1953 nach London, wo der Vater als Regisseur bei der deutschsprachigen BBC bis 1973 arbeitete. Wie viele Deutsche lebten sie in Golders Green. Thomas Wiedemann hat zu seiner Familiengeschichte mehrfach in der deutschen Heimat Vorträge gehalten und Dokumente gesammelt.
Wiedemann besuchte die private katholische St. Michael Grammar School in Finchley (Wiedemann war katholisch), er schloss ein Studium der Classics am Hertford College der Universität Oxford an. Nach erfolgreichem Abschluss seines Studiums forschte er noch zwei Jahre als Doktorand weiter. Nachdem Wiedemann ein Jahr (1975–1976) als Forscher am Warburg Institute (Universität London) in London gearbeitet hatte, wurde er 1976 vom Department of Classical Studies der University of Bristol eingestellt. Er heiratete 1985 Margaret Hunt, mit der er zwei Söhne und eine Tochter hatte.
1995 wechselte er als Professor für Latein an die University of Nottingham, wo er ab 1997 auch Leiter der Classics war. Dort baute er das heutige Institute for the Study of Slavery (ISOS) noch unter dem Namen International Centre for the History of Slavery 1998 auf. Posthum erschien 2002 eine mit der Kollegin Jane F. Gardner herausgegebene Veröffentlichung.
Wiedemann übersetzte Joseph Vogts Sklaverei und Humanität im klassischen Griechentum ins Englische (Ancient slavery and the ideal of man, Harvard UP, 1975). Er nahm Gastprofessuren an den Universitäten Freiburg, Eichstätt and Mannheim wahr.

## Schriften (Auswahl)
- Greek and Roman Slavery. A Sourcebook. London 1981, ISBN 0-415-02972-4.
- Adults and Children in the Roman Empire. London 1989, ISBN 0-415-00336-9.
- The Julio-Claudian emperors: AD 14–70. Bristol 1989, ISBN 1-85399-117-1.
- Emperors and Gladiators. London 1992, ISBN 0-415-00005-X.
  - Kaiser und Gladiatoren. Die Macht der Spiele im antiken Rom. Darmstadt 2001, ISBN 3-89678-196-0.
- Cicero and the end of the Roman Republic. London 1994, ISBN 1-85399-193-7.
- mit Jane F. Gardner (Hg.): Representing the body of the slave (Routledge Studies in Slave and Post-slave Societies and Cultures), London: Frank Cass, 2002, ISBN 978-0-7146-8288-4.
- Nachwort. In: Heinrich Wiedemann: Unter Denkmalschutz. Sieben Erzählungen aus deutscher Vergangenheit, Bleicher, Gerlingen 1995, ISBN 978-3-88350-729-3, S. 313–324 (mit der Familiengeschichte).

## Einzelbelege
1. ↑  Die Synagoge in Buchen (Neckar-Odenwald-Kreis). Abgerufen am 7. August 2022.
2. ↑  Siehe in Gardners Nachruf 2002.
3. ↑  Detailseite - Archivportal-D. Abgerufen am 2. August 2022.
4. ↑  Rundfunk in Stuttgart - Mediaculture online. Abgerufen am 2. August 2022.
5. ↑  Mit der Hilfe des Sohnes Thomas hat Heinrich Wiedemann posthum 1995 einen deutschen Erzählband veröffentlicht: Unter Denkmalschutz. Sieben Erzählungen aus der deutschen Vergangenheit, Bleicher Verlag 1995, ISBN 978-3-88350-729-3. Darin werden auch die Verhältnisse der jüdischen Gemeinde in Buchen wiedergegeben.
6. ↑  Institute for the Study of Slavery (ISOS) - The University of Nottingham. Abgerufen am 2. August 2022.

| Personendaten    | Personendaten                                    |
| ---------------- | ------------------------------------------------ |
| NAME             | Wiedemann, Thomas E. J.                          |
| ALTERNATIVNAMEN  | Wiedemann, Thomas; Wiedemann, Thomas Ernst Josef |
| KURZBESCHREIBUNG | britischer Althistoriker                         |
| GEBURTSDATUM     | 14. Mai 1950                                     |
| GEBURTSORT       | Karlsruhe                                        |
| STERBEDATUM      | 28. Juni 2001                                    |
| STERBEORT        | Nottingham                                       |